# Gordal
La gordal és una varietat d'olivera.
Amb aquest nom hi ha dues varietats diferents: la Gordal de Sevilla i la Gordal de Granada. Aquest article fa referència només a la de Sevilla que és la més estesa de les dues varietats.
De la Gordal de Sevilla se'n cultiven unes 30.000 ha.
Es tracta d'una olivera vigorosa però de producció baixa i afectada pel fenomen de la contranyada cosa que vol dir que la producció no és constant d'un any a l'altre. Es conrea únicament per a oliva de taula on destaca per la seva gran mida que és el més gran de totes les olives.
Les operacions de conreu són les pròpies de les olives dedicades al consum directe: Es cultiva en regadiu, ja que sense estrès hídric s'aconsegueix un gran creixement del fruit. Es fan aclarides d'olives a l'arbre de manera que les que queden acabin sent més grosses. La collita es fa al mes de setembre i a mà amb molta cura per tal de no fer cap ferida a l'oliva i es dipositen en cabassos curosament procurant no amuntegar-les massa.
La Gordal només es conrea a Andalusia on té el seu òptim ecològic, ja que el llarg i calorós estiu permet aconseguir el màxim calibre.